# Rally de Chipre de 2018
El Rally de Chipre de 2018, oficialmente 47. Cyprus Rally, fue la cuadragésimo séptima edición y la cuarta ronda de la temporada 2018 del Campeonato de Europa de Rally. Se celebró del 15 al 17 de junio y contó con un itinerario de trece tramos sobre asfalto y tierra que sumaban un total de 205,41 km cronometrados.
El ganador de la prueba fue el local Simos Galatariotis que se convirtió en profeta en su tierra y además logró la primera victoria de un piloto chipriota diez años después de que Nicos Thomas lograra la victoria en 2008. Fue acompañado en el podio por el portugués, Bruno Magalhães y por el húngaro Norbert Herczig.

## Itinerario
| Día                     | Tramo | Nombre                           | Distancia | Ganador de la etapa   | Automóvil       | Tiempo          | Líder de la general |
| ----------------------- | ----- | -------------------------------- | --------- | --------------------- | --------------- | --------------- | ------------------- |
| Día 1 (15 de junio)     | -     | Kalo Chorio (Shakedown)          | 6.33 km   | Nasser Al-Attiyah     | Ford Fiesta R5  | 3:25.8          | -                   |
| Día 2 (16 de junio)     | SS1   | Kellia 1                         | 19.87 km  | Alexey Lukyanuk       | Ford Fiesta R5  | 10:37.1         | Alexey Lukyanuk     |
| Día 2 (16 de junio)     | SS2   | Analiontas 1                     | 14.41 km  | Nasser Al-Attiyah     | Ford Fiesta R5  | 9:04.2          | Alexey Lukyanuk     |
| Día 2 (16 de junio)     | SS3   | Cyta Stavrovouni 1               | 11.28 km  | Nasser Al-Attiyah     | Ford Fiesta R5  | 6:15.6          | Alexey Lukyanuk     |
| Día 2 (16 de junio)     | SS4   | Kellia 2                         | 19.87 km  | Nasser Al-Attiyah     | Ford Fiesta R5  | 10:48.5         | Nasser Al-Attiyah   |
| Día 2 (16 de junio)     | SS5   | George Kyprianou Analiontas 2    | 14.41 km  | Juuso Nordgren        | Škoda Fabia R5  | 9:07.0          | Nasser Al-Attiyah   |
| Día 2 (16 de junio)     | SS6   | Cyta Stavrovouni 2               | 11.28 km  | Juuso Nordgren        | Škoda Fabia R5  | 6:16.1          | Juuso Nordgren      |
| Día 3 (17 de junio)     | SS7   | Cyta Yeri 1                      | 24.50 km  | Nasser Al-Attiyah     | Ford Fiesta R5  | 13:13.9         | Juuso Nordgren      |
| Día 3 (17 de junio)     | SS8   | Nicosia SSS                      | 2.67 km   | Dávid Botka           | Škoda Fabia R5  | 2:17.0          | Juuso Nordgren      |
| Día 3 (17 de junio)     | SS9   | Lageia 1                         | 11.49 km  | Nasser Al-Attiyah     | Ford Fiesta R5  | 9:22.1          | Simos Galatariotis  |
| Día 3 (17 de junio)     | SS10  | Lefkara 1                        | 19.82 km  | Nasser Al-Attiyah     | Ford Fiesta R5  | 13:39.5         | Simos Galatariotis  |
| Día 3 (17 de junio)     | SS11  | Cyta Yeri 2                      | 24.50 km  | Tramo cancelado       | Tramo cancelado | Tramo cancelado | Simos Galatariotis  |
| Día 3 (17 de junio)     | SS12  | PSALTIS AUTOPARTS Golden Stage 1 | 11.49 km  | Nasser Al-Attiyah     | Ford Fiesta R5  | 8:59.2          | Nasser Al-Attiyah   |
| Día 3 (17 de junio)     | SS13  | ENEOS Golden Stage 2             | 19.82 km  | Alexandros Tsouloftas | Citroën DS3 R5  | 13:38.0         | Simos Galatariotis  |
| Fuente:ewrc-results.com |       |                                  |           |                       |                 |                 |                     |

## Clasificación final
| Pos.                     | Piloto                   | Copiloto             | Automóvil                  | Equipo                                | Tiempo    | Puntos  |
| ------------------------ | ------------------------ | -------------------- | -------------------------- | ------------------------------------- | --------- | ------- |
| 1                        | Simos Galatariotis       | Antonis Ioannou      | Škoda Fabia R5             | Simos Galatariotis                    | 1:55:40.2 | 25+11   |
| 2                        | Bruno Magalhães          | Hugo Magalhães       | Škoda Fabia R5             | Bruno Magalhães                       | +0.6      | 18+11   |
| 3                        | Norbert Herczig          | Ramón Ferencz        | Škoda Fabia R5             | Mol Racing Team                       | +1:21.4   | 15+7    |
| 4                        | Nasser Al-Attiyah        | Mathieu Baumel       | Ford Fiesta R5             | Nasser Al-Attiyah                     | +2:27.0   | 12+4    |
| 5                        | Orhan Avcioglu           | Burcin Korkmaz       | Škoda Fabia R5             | Toksport WRT                          | +3:05.7   | 10+4    |
| 6                        | Vojtěch Štajf            | Marcela Ehlová       | Škoda Fabia R5             | ACCR Czech Team                       | +3:25.1   | 8+2     |
| 7                        | Dávid Botka              | Márk Mesterházi      | Škoda Fabia R5             | Sysinfo Rallye Team                   | +3:38.5   | 6+2     |
| 8                        | Alberto de Thurn y Taxis | Bjorn Degandt        | Škoda Fabia R5             | BRR Baumschlager Rallye & Racing Team | +3:43.2   | 4+1     |
| 9                        | Christos Demosthenous    | Pambos Laos          | Mitsubishi Lancer Evo X R4 | Petrolina Racing Team                 | +4:01.2   | [ n 1 ] |
| 10                       | Petros Panteli           | Kypros Christodoulou | Mitsubishi Lancer Evo X    | Q8 Oils Rally Team                    | +6:44.6   | 2       |
| 11                       | Alexandros Tsouloftas    | Antonis Chrysostomou | Citroën DS3 R5             | Alexandros Tsouloftas                 | +6:50.2   | 1+7     |
| Fuente: ewrc-results.com |                          |                      |                            |                                       |           |         |